# Општина Униреа (Алба)
Униреа (рум. Unirea) општина је у Румунији у округу Алба.
Oпштина се налази на надморској висини од 412 m.